# Iglesia de la Madalena
La Iglesia de la Madalena es una iglesia de Lisboa situada en la freguesia de Santa María La Mayor, (Madalena).

## Historia
El edificio actual es el resultado de varias intervenciones sobre un templo de entre el 1150 y el 1164, edificada por orden de  Afonso Henriques junto a la cerca árabe.
En 1363 un incendio la destruyó, siendo reconstruida por orden del rey Fernando I.
En 1600 fue parcialmente destruida debido a un ciclón y, en 1755, fue nuevamente destruida por el Sismo de Lisboa de 1755.
La reina Maria I, en 1783, la mandó reconstruir de cero. Posteriormente, en 1833, la iglesia sufrió algunas alteraciones.
Pertenece a la Hermandad del Señor Jesús de los Perdones, Santa Catarina y Nuestra Señora de Belén y tiene, en su interior, una imagen de Cristo del Perdón, así como pinturas de Pedro Alexandrino de Carvalho y esculturas de José de Almeida y Joaquim Machado de Castro.

## Descripción
La fachada, de estilo manuelino, es considerado una obra destacada de este estilo. Se piensa que pudo prevenir de la iglesia de la Conceição de los Freires, también destruida por el terremoto. En este portal, de arco trilobulado, se pueden observe dos esferas armilares.
La fachada fue clasificado como Monumento Nacional el 16 de junio de 1910.